# Lothar Philipp Mayring
Lothar Philipp August Mayring (* 23. Juli 1905 in München; † 1980 in Starnberg) war ein deutscher Schriftsteller und Publizist.

## Leben
Mayring war ein Neffe des Schauspielers Philipp Lothar Mayring. Von 1948 bis 1952 war er Herausgeber und Chefredakteur des Garmischer Hochlandboten, einer Lokalausgabe des Münchner Merkur. Zwischen 1965 und 1975 war Mayring Dozent an der Akademie für grafisches Gewerbe München, dem heutigen Beruflichen Schulzentrum Alois Senefelder im Fach Publizistik.

## Werke
- Kleider machen Bräute. Ehrenwirth-Verlag, München 1956. DNB 453277748
- Peter Stuyvesant, der Mann der New York verlor. Roman. Ehrenwirth-Verlag, München 1962. DNB 453277764
- Cosabella und der schöne Präfekt. Droste Verlag, Düsseldorf 1962. DNB 453277721
- Ein Toter geht durch Istanbul. Ein heiterer Kriminalroman. Droste Verlag, Düsseldorf 1963. DNB 453277772